# La Compôte
La Compôte är en kommun i departementet Savoie i regionen Auvergne-Rhône-Alpes i sydöstra Frankrike. Kommunen ligger i kantonen Le Châtelard som tillhör arrondissementet Chambéry. År 2022 hade La Compôte 266 invånare.

## Befolkningsutveckling
Antalet invånare i kommunen La Compôte
| Referens: INSEE |